# Seelsorgestation St. Michael

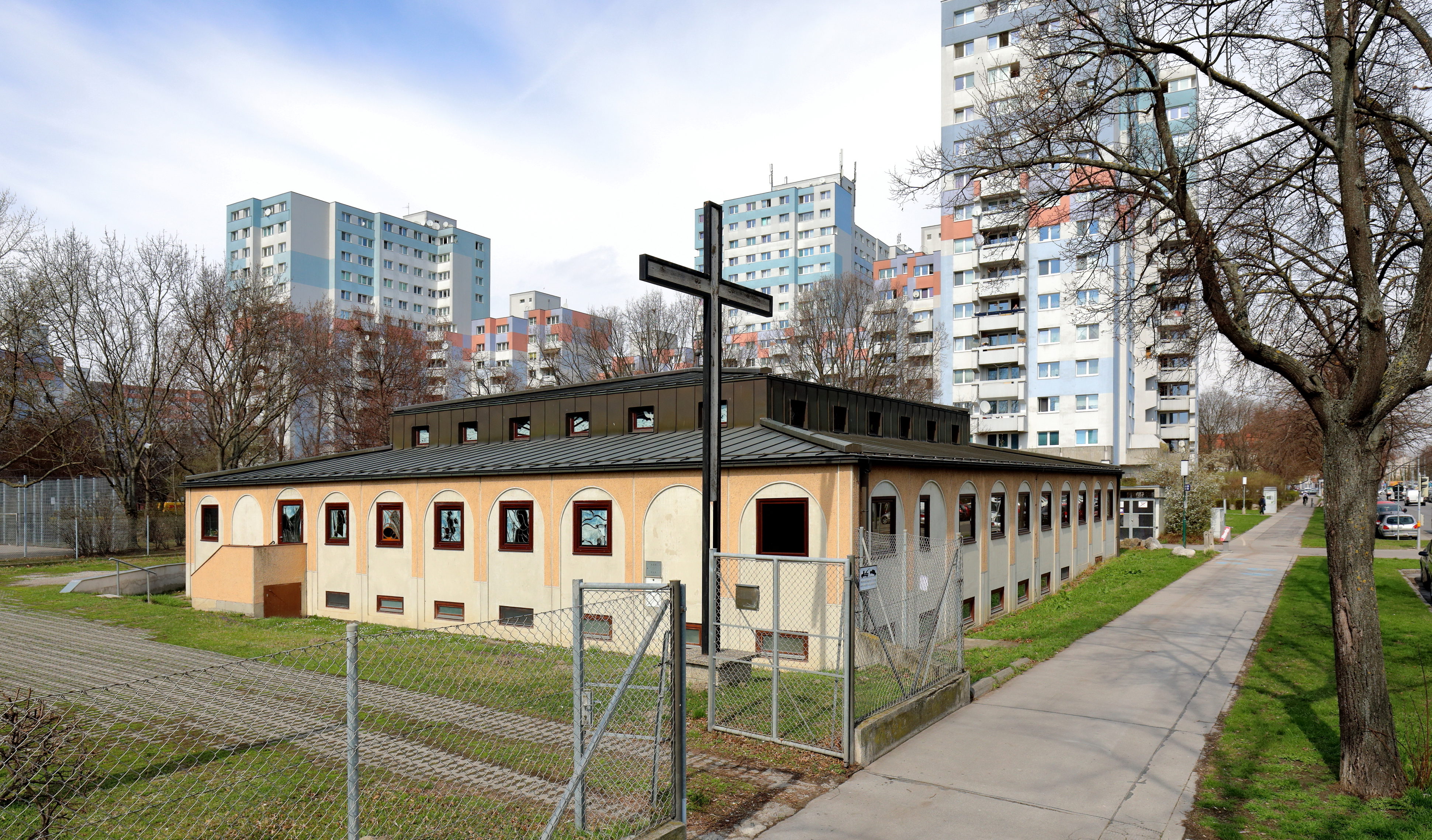
St. Michael, im Hintergrund der Franz-Koch-Hof

Die Seelsorgestation St. Michael ist eine römisch-katholische Kirche im 21. Wiener Gemeindebezirk Floridsdorf.

## Geschichte
Im Zuge der Errichtung des Gemeindebaus Franz-Koch-Hof im Dreieck Jedlersdorfer Straße und Mitterhofergasse im Pfarrgebiet der Pfarrkirche Groß-Jedlersdorf wurde die Seelsorgestation St. Michael in der Jedlersdorfer Straße 99 als Filialkirche in den Jahren 1979 bis 1980 mitgebaut.
Dabei wurde ein Entwurf der Ateliergemeinschaft IGIRIEN der Architekten Werner Appelt, Franz E. Kneissl und Elsa Prochazka realisiert. Dieser Entwurf, als Kirchliche Mehrzweckhalle bezeichnet, ist weiters im Bezirk Donaustadt zuerst 1977 mit der Pfarrkirche St. Christoph am Rennbahnweg und ein drittes Mal 1981 mit der Pfarrkirche St. Claret in der Quadenstraße errichtet worden.

## Kirchliche Mehrzweckhalle
Der Gebäude bildet ein Quadrat mit einer äußeren gleich breiten etwas niedrigeren Nebenraumschicht, in deren Mitte ein quadratischer Saal den eigentlichen Kirchenraum bildet. Der Saal erscheint im Dach als überbreite Laterne mit den Belichtungsfenstern, während die Fassade der Nebenräume das Gebäude mit Blendbögen arkadenartig umläuft.